# 平成31年台風第2号
平成31年台風第2号（へいせい31ねんたいふうだい2ごう、アジア名：ウーティップ/Wutip、命名:マカオ、意味:蝶、フィリピン名：ベティ/Betty）は、2019年2月20日に発生し、2月としては統計史上最強の勢力にまで発達した台風である。また、平成時代に発生した台風としては最後の台風である。

## 概要
| 進路図 |  | 風速・気圧・移動速度の推移 |
| 進路図 |  | 風速・気圧・移動速度の推移 |

2月16日頃にマーシャル諸島近海で形成が始まった低圧部に対し、合同台風警報センター（JTWC）は18日12時（協定世界時18日3時）に熱帯低気圧形成警報（TCFA）を発した。低圧部は19日3時に熱帯低気圧に発達し、JTWCは19日18時（協定世界時19日9時）に熱帯低気圧番号02Wを付番した。その後、02Wは20日3時にマーシャル諸島の北緯5度05分、東経155度05分で台風となり、アジア名ウーティップ（Wutip）と命名された。
カロリン諸島近海を西北西に進み、23日に中心気圧が950hPaとなり、非常に強い勢力へ発達した。この時点で台風が2月中に「非常に強い勢力」に発達することは、平成27年台風第2号以来であり、統計開始以降ではこれで3つ目となる。
マリアナ諸島近海で中心気圧925hPa・最大風速50m/sとなり、この時点で2月としては中心気圧が最も低い台風となった。その後台風は速度を落とし、24日には台風は935hPaに一旦勢力を落としたものの、25日には台風は再発達し、25日15時には中心気圧915hPa・最大風速55m/sの「猛烈な」勢力となった。
その後、台風は26日の夜から急激に弱まり、28日15時にフィリピンの東の北緯18度、東経135度で熱帯低気圧に変わった。熱帯低気圧に弱まった直後、フィリピン大気地球物理天文局（PAGASA）の熱帯低気圧監視エリアに進入したため、28日18時（フィリピン標準時28日17時）にPAGASAにてフィリピン名ベティ（Betty）と命名されている。
台風が2月に「猛烈な」勢力にまで発達することは、最大風速のデータがある1977年以降では初めてであり、1951年の統計開始以来2月中に発生した台風では中心気圧が最も低い台風となった。また、「台風」だった期間が8日と12時間となり、2月の台風の中で最も「台風」の期間が長い台風となった。
事後解析では、2月23日からの1回目のピーク時の勢力は920hPa・55m/sの「猛烈な」勢力に昇格したが、25日からの2回目のピーク時の勢力が935hPa・50m/sの「非常に強い」勢力に降格している。

## 解説
猛烈な勢力にまで発達した原因は、台風が存在する海面温度の高さと、台風の周囲を吹く風が台風を発達に適していたとされている。通常、台風が発達する海面水温は27度以上で、それ以下の海域に達すると衰弱する傾向にあるほか、鉛直シア（上層と下層の風速、風向等のベクトル差）が大きい場合も下層の渦と上層の積乱雲が分離しやすくなるため、台風の発達が阻害される傾向にある。台風が発達した海域の海面温度は28度程度と、平年に比べて特に高いわけではないものの、この程度の水温でも台風が発達するには十分な温度であり、台風が急激に衰弱し始める26日頃までは鉛直シアが小さい海域を進んでいたため発達が阻害されなかったためであるとされる。また、2月や3月は台風を西進させる偏東風が赤道付近で、マリアナ諸島付近やフィリピンの東海上で北上することはあっても、西進することはなかった。この偏東風は4月ごろから北上するといわれているが、例年より早く偏東風が北上したことにより、西進したとみられる。

## 進路・状態等の経過
- 2月18日21時 - コスラエ島南西の海上で熱帯低気圧発生。
- 2月20日3時 - ポーンペイ島南西の海上の北緯4度5分、東経155度5分で台風に発達。
- 2月21日3時 - ウェノ島南南西の海上の北緯5度7分、東経151度6分で強い勢力に発達。
- 2月23日から25日にかけて発生したアイウォールの置換(英語)の様子。2月23日
  - 9時 - 非常に強い勢力に発達。

2月23日から25日にかけて発生したアイウォールの置換(英語)の様子。

  - 21時 - グアム島に接近しながら中心気圧920hPa・最大風速55m/sの猛烈な勢力に発達。最盛期を迎える。
- 2月25日
  - 9時 - 940hPaまで弱まっていた台風が935hPa・50m/sに再発達。
  - 15時 - 1分間平均風速でカテゴリー5相当の勢力となる。
- 2月28日15時 - フィリピンの東で熱帯低気圧に変わる。
- 3月2日21時 - 熱帯低気圧消滅。